# Nkawkaw
Nkawkaw è una città del Ghana, situata nella Regione Orientale.